# Adelaida de Rheinfelden

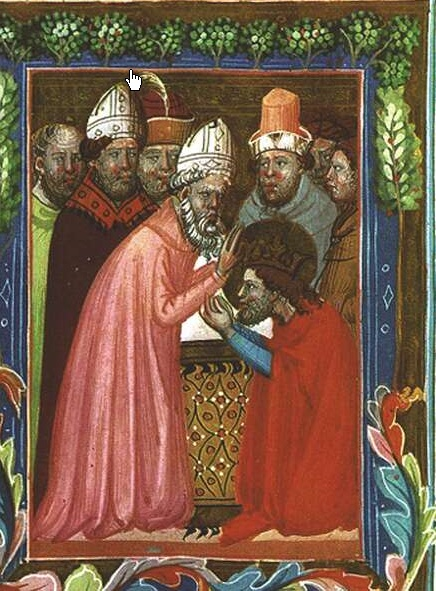
Imagen de la coronación del rey San Ladislao I de Hungría.

Adelaida de Rheinfelden o Adelaida de Suabia (en húngaro: Adelheid von Rheinfelden, Adelheid von Schwaben; 1060 - mayo de 1090) fue reina consorte de Hungría y esposa del rey Ladislao I de Hungría.

## Biografía
Adelaida nació en la década de 1060, como la segunda hija del duque suabio Rodolfo de Rheinfelden y de la condesa de Adelaida de Saboya. Las fuentes húngaras atestan que la fecha de nacimiento de la esposa del rey Ladislao I fue en 1060. Sin embargo, esto resulta poco probable, ya que el matrimonio de Rodolfo y su esposa se celebró en 1066.
Cerca de 1078 Adelaida se convirtió en esposa del recientemente coronado rey Ladislao I de Hungría, apoyando de esta forma al duque Rodolfo, quien era el elegido del Papa durante la Querella de las Investiduras contra el emperador alemán Enrique IV. El rey húngaro hábilmente se alió con el Papa y Rodolfo, manteniendo relaciones políticas y familiares muy estrechas.
Del matrimonio de Ladislao y Adelaida nacieron varias hijas, de las cuales solo se conoce el nombre de Santa Piroska de Hungría en 1088, quien será dada en matrimonio luego de la muerte de su padre al emperador bizantino Juan II Comneno. 
Adelaida murió en mayo de 1090 y fue enterrada en la ciudad de Veszprém.